# Ясное (Калининградская область)
Я́сное (до 1938 года Каукемен, нем. Kaukehmen, в 1938—1946 годах — Кукернезе, нем. Kuckerneese) — посёлок Славского района Калининградской области. Административный центр Ясновского сельского поселения.

## География
Посёлок Ясное расположен рядом с российско-литовской границей в 18 км от Славска и в 138 км от Калининграда. Через посёлок проходит автомобильная дорога Р513 Советск-Мысовка, а также протекает река Старая Матросовка.

## История
Первое документальное упоминание о селении Каукемен относится к 1532 году — герцог Альбрехт пожаловал Якобу Борну в Каукемен корчму. В 1549 году была построена первая деревянная кирха. В 1706 году была построена каменная церковь, в которой в 1722 году появился орган. Церковь была построена без колокольни. Её построили в 1884 году. В 1661 году Каукемен получил статус города c правом проводить ярмарки. Город входил в состав округа Эльхнидерунг Пруссии, позднее Германии. Во время вторжения в Пруссию шведских войск в 1678—1679 годах в Каукемене находился штаб фельдмаршала Хорна. Во время Семилетней войны с 1758 года до 1762 года Каукемен входил в состав России. До 1818 года Каукемен был административным центром округа Эльхнидерунг. Позднее им стал Хайнрихсвальде (ныне Славск).
К началу XX века Каукемен был самым крупным населённым пунктом округа Эльхнидерунг. В 1905 году здесь был построен газовый завод. В 1904—1905 годах через Каукемен была проложена узкоколейная железная дорога Инстербург (ныне Черняховск) — Каркельне (ныне Мысовка), которая была разобрана после Второй мировой войны. После Первой мировой войны город был электрифицирован. Уличное освещение регулировалось детектором сумерек. В 1930-е годы был открыт кинотеатр на 600 мест.
В 1938 году Каукемен был переименован в Кукернезе. В 1939 году он насчитывал 4510 жителей, при этом, значительную часть населения составляли прусские литовцы.
Во время Второй мировой войны Кукернезе был взят 20 января 1945 года войсками 182-й стрелковой дивизии 1-го Прибалтийского фронта. Город пострадал незначительно. С 1945 года в составе СССР. В 1946 году переименован в посёлок Ясное. В сентябре 1946 года здесь был организован концлагерь для немецких военнопленных.
В 2008 году Ясное становится центром одноимённого сельского поселения.

## Население
| 2002 | 2010  |
| ---- | ----- |
| 1629 | ↘1464 |

## Образование, культура и спорт
В посёлке находится средняя школа, детская музыкальная школа.

## Достопримечательности
- Кирха (1704—1708), в руинах. С 2020 года ведутся ремонтно-реставрационные работы[6], в 2023 году завершили работы по консервации кирхи[7].
- Братская могила советских воинов, погибших в январе 1945 года.
- Здание церковной школы, в руинах[8].
- В январе 2015 года, был поставлен новый памятник Владимиру Ильичу Ленину.